# Barranc de la Canal (Conca de Barberà)
El barranc de la Canal és un curs d'aigua de la Conca de Barberà, de breu recorregut, que neix a uns 730 m d'altura, a uns 2 km a l'est de Conesa. Es dirigeix a l'oest vers aquesta població, i, poc abans d'arribar-hi, travessa la carretera T-243 (Conesa - província de Lleida). Un cop a Conesa, recull les aigües de la riera de les Hortes i del barranc de les Codines, perdent el seu nom i formant el riu Seniol, afluent del riu Corb, a uns 690 m d'altitud.